# UPT Waworada
UPT Waworada is een bestuurslaag in het regentschap Bima van de provincie West-Nusa Tenggara, Indonesië. UPT Waworada telt 232 inwoners (volkstelling 2010).